# Anna Wierzbicka
Anna Wierzbicka (f. 1938) er professor i lingvistik på Australian National University. Hun er grundlægger af den semantiske sprogteori Naturligt Semantisk Metasprog og er særligt kendt for sin forskning inden for områderne semantik og pragmatik, samt sammenhængen mellem sprog og kultur. 
Wierzbicka er født og uddannet i Polen, men har siden 1972 været bosiddende i Canberra, Australien. 

## Bøger
- Wierzbicka, Anna. In press. Evidence, Experience, Sense: The hidden cultural legacy of English. New York: Oxford University Press.
- Wierzbicka, Anna. 2006. English: Meaning and Culture. New York: Oxford University Press
- Wierzbicka, Anna. 2003 (1991). Cross-cultural Pragmatics: The Semantics of Human Interaction. 2nd edition. Berlin: Mouton de Gruyter
- Wierzbicka, Anna. 2001. What did Jesus mean? Explaining the Sermon on the Mount and the parables in simple and universal human concepts. New York: Oxford University Press
- Wierzbicka, Anna. 1999. Emotions across Languages and Cultures. Cambrigde: Cambridge University Press.
- Wierzbicka, Anna. 1996. Semantics, Primes and Universals. Oxford: Oxford University Press.
- Wierzbicka, Anna. 1997. Understanding Cultures through their Key Words: English, Russian, Polish, German, and Japanese. New York: Oxford University Press.
- Wierzbicka, Anna. 1992. Semantics, Culture and Cognition: Universal human concepts in culture-specific configurations. New York: Oxford University Press.
- Wierzbicka, Anna. 1988. The Semantics of Grammar. Amsterdam: John Benjamins
- Wierzbicka, Anna. 1987. English Speech Act Verbs: A Semantic Dictionary. Sydney: Academic Press.
- Wierzbicka, Anna. 1985. Lexicography and Conceptual Analysis. Ann Arbor: Karoma.
- Wierzbicka, Anna. 1980. Lingua Mentalis: The Semantics of Natural Language: Sydney: Academic Press.
- Wierzbicka, Anna. 1980. The Case for Surface Case. Ann Arbor: Karoma.
- Wierzbicka, Anna. 1972. Semantic Primitives. Frankfurt am Main: Athenäum.

1. ↑  Navnet er anført på engelsk og stammer fra Wikidata hvor navnet endnu ikke findes på dansk.